# Клан Данлоп
Данлоп — один из кланов равнинной части Шотландии.

## История клана
Название клана произошло от гэльского слова «dun», в переводе «форт» или «укрепление». Значение второго слога названия не вполне определено; вероятно, оно также имеет гэльские корни и произошло от слова «laib», то есть «поворот» или «излучина». Таким образом, фамилия Данлоп происходит от местности Данлоп в районе Каннингема в Эйршире. Это название переводится как «укреплённый холм на изгибе дороги или реки».
Первое письменное упоминание о клане относится к середине XIII века — в документах 1260 года города Ирвайн стоит свидетельская подпись Доминия Уильяма де Данлопа. В 1296 году название клана появляется в Рагманских свитках.
В конце XIV века поместье Данлоп перешло на короткое время к баронам Стюартонам, но вскоре вернулось его прежним владельцам. В 1489 году Константин Данлоп был назначен парламентом, наряду с другими баронами, собирать арендные платежи в королевскую казну. Его первоначальной фамилией была «Хантол», но в 1499 году он взял фамилию Данлоп из Данлопа. Одна из его дочерей вышла замуж за Джеймса Стюарта, шерифа Бьюта и правнука короля Роберта II. Их внуком был Джеймс Данлоп из Данлопа, ярый сторонник пресвитерианской церкви при Карле I. Чтобы защитить свои владения от конфискации, он передал их своему брату, который позже возвратил владения своему племяннику, законному наследнику. Он также поддерживал пресвитерианское движение и был вынужден передать значительную часть своего состояния графу Дандональду. Ему наследовал его сын, Александр, рьяный ковенантер, который лишился своего состояния, позже эмигрировал в Америку и стал шерифом Южной Каролины. Его сын позже приобрёл назад не только земли своего отца, но и те, которые ранее отошли графу Дандональду. В 1858 году ветвь семейства Данлопов из Данлопа пресеклась.

## Варианты названия
Dunlap, Dunlapp, Dunlape, Dunlopp, Dunlope, Dunloup, Downlop, Dalape, Delap, DeLap, Delappe, Dulop, Dulap, Dulape, Dullope, Donlop, Donlap, Dunlip, Dewlap